# AsiaBSDCon
AsiaBSDCon（アジアビーエスディーコン）は、アジアのBSDの国際的なカンファレンスであり、2004年から開催されている。

## AsiaBSDCon 2004
AsiaBSDCon 2004は、2004年3月に台湾の台北で開催された。

## AsiaBSDCon 2006
AsiaBSDCon 2006は、2006年3月に日本の東京で開催された。

## AsiaBSDCon 2007
AsiaBSDCon 2007は、2007年3月に日本の東京で開催された。

## AsiaBSDCon 2008
AsiaBSDCon 2008は、2008年3月に日本の東京で開催された。

## AsiaBSDCon 2009
AsiaBSDCon 2009は、2009年3月に日本の東京で開催された。

## AsiaBSDCon 2010
AsiaBSDCon 2010は、2010年3月11日から3月14日にかけて、日本の東京で開催される予定である。